# Mary Jane's Last Dance
Mary Jane's Last Dance è un singolo estratto dall'album Greatest Hits di Tom Petty and the Heartbreakers, pubblicato dalla MCA Records nel 1993.

## Video musicale
Il video musicale, diretto da Keir McFarlane, vede Tom Petty recitare nel ruolo di assistente di un medico legale che sottrae dall'obitorio in cui lavora il cadavere di una donna affascinante (interpretata da Kim Basinger). Portata nella propria abitazione la veste, balla con lei e prepara una cena a lume di candela per entrambi. Il video termina con il protagonista che abbandona la donna in mare, pochi istanti dopo la stessa apre gli occhi. Ha vinto l'MTV Video Music Award for Best Male Video nel 1994.

## Tracce
Vinile 7" USA
1. Mary Jane's Last Dance – 4:33 (Tom Petty)
2. The Waiting – 3:58 (Tom Petty)

## Formazione
Tom Petty and the Heartbreakers
- Tom Petty – voce, chitarra, armonica
- Mike Campbell – chitarra elettrica
- Benmont Tench – tastiere
- Howie Epstein – basso, cori
- Stan Lynch – batteria

## Classifiche
| Classifica (1993-94)             | Posizione massima |
| -------------------------------- | ----------------- |
| Canada (RPM)                     | 5                 |
| Stati Uniti (Billboard Hot 100)  | 14                |
| Stati Uniti (Albums Rock Tracks) | 1                 |